# Brasilosuchus
Brasilosuchus — вимерлий одновидовий рід крокодилів, що мешкав у міоцені Бразилії. Він містить один вид, Brasilosuchus mendesi, названий Йонасом Соузою-Фільйо та Жаном Боккетіном-Віллануевою в 1989 році. Згодом вони повторно ідентифікували його як вид Charactosuchus у тезах конференції 1993 року, але цей висновок не був прийнятий, оскільки він не був опублікований. Разом з Charactosuchus він, можливо, є членом Tomistominae, але вони не були включені в філогенетичний аналіз. Якщо це тлумачення вірне, то вони походять від північноамериканських предків під час першого розселення групи в Америці.